# 5e législature du Nouveau-Brunswick
La 5e législature du Nouveau-Brunswick a représenté le Nouveau-Brunswick du 27 janvier 1810 jusqu'à 1816.
La législature fut organisée selon la volonté du gouverneur du Nouveau-Brunswick, Thomas Carleton. Celui-ci ayant quitté la province en 1805, plusieurs administrateurs coloniaux se succédèrent pendant toute la durée de la législature.
Amos Botsford fut choisi comme président de la Chambre puis remplacé après sa mort par John Robinson.

## Liste des députés
| District électoral | Nom                                   |
| ------------------ | ------------------------------------- |
| Saint John County  | William Pagan                         |
| Saint John County  | Hugh Johnston                         |
| Saint John County  | John Ward                             |
| Saint John County  | Thomas Wetmore                        |
| York               | Peter Fraser                          |
| York               | John Allen                            |
| York               | Stair Agnew                           |
| York               | Duncan McLeod                         |
| Westmorland        | Amos Botsford William Botsford (1813) |
| Westmorland        | Titus Knapp                           |
| Westmorland        | James Easterbrooks                    |
| Westmorland        | John Chapman                          |
| Kings              | John Coffin Jasper Belding            |
| Kings              | George Pitfield George Leonard        |
| Queens             | James Peters                          |
| Queens             | John Yeamans                          |
| Charlotte          | Robert Pagan                          |
| Charlotte          | John Dunn                             |
| Charlotte          | Donald McDonald                       |
| Charlotte          | Colin Campbell                        |
| Northumberland     | James Fraser                          |
| Northumberland     | Alexander Taylor                      |
| Sunbury            | Samuel Denny Street                   |
| Sunbury            | James Taylor                          |
| Saint John City    | John Garrison John Robinson (1810)    |
| Saint John City    | Stephen Humbert                       |

## Sources
- Journal of the votes and proceedings of the House of Assembly of ... New-Brunswick from ... January to ... March, 1810 (1810)